# Decathlon (empresa)
Decathlon es una cadena de establecimientos de grandes superficies, dedicada a la venta y distribución de material deportivo, filial del grupo francés Mulliez. Presente en 70 países, destaca por un fuerte desarrollo de sus marcas propias.
En 2023, Decathlon está presente en 78 países, con 1749 tiendas. Su facturación en el año 2023 es de 15,6 mil millones de euros, de la cual un 17,4 % proviene de las ventas en línea.

## Historia
La primera tienda de Decathlon se abrió en 1976 en Lille (Francia). Diez años más tarde, la empresa abrió tiendas en Alemania y en 1992 abrió su primera tienda en España con motivo de los Juegos Olímpicos de Barcelona. El lugar escogido para situar la primera tienda en España fue el barrio badalonés de Montigalá, por ser Badalona subsede olímpica. En 1999, Decathlon llegó al Reino Unido y a Estados Unidos. En este último, la empresa compró la cadena MVP —por aquel entonces con veinte tiendas deportivas— y se llamó Decathlon USA. Cuatro años más tarde, en 2003, una reestructuración llevó a cerrar cuatro tiendas en Massachusetts y en 2006 Decathlon anunció que cerraría sus tiendas en Estados Unidos ese mismo año. Previamente ya se había retirado de otros dos países en el año 2002, Argentina y Dinamarca, por mal posicionamiento geográfico de sus únicas tiendas. En 2017 regresó a Estados Unidos abriendo una tienda en San Francisco.
El 26 de marzo de 2009, Olivier Leclercq reemplaza a su padre en la presidencia de la red Oxylane.
En 2014, Oxylane retoma el nombre de Decathlon.
En 2016 abrió sus primeras dos tiendas en México y en 2018 abrió su primera tienda en Canadá, en la localidad de Montreal, y en 2019 abrió otra más en Quebec.
En septiembre de 2019, Decathlon adquiere una parte del capital de la empresa Alltricks, especialista en equipamiento para ciclismo, running y triatlón en internet.
En año 2024 abrió su primer tienda en Costa Rica y en el 2025 inauguró su segunda tienda ese país centroamericano.

## Proveedores
Decathlon divide su producción, a través de subcontratistas, en siete áreas geográficas:
- Área de producción de África: Marruecos; Egipto; Madagascar y Túnez
- Área de producción de América: Brasil; Chile, Colombia Y México
- Área de producción de Asia septentrional: China; Corea del Sur y Taiwán
- Área de producción del sureste asiático: Camboya; Indonesia; Singapur; Tailandia y Vietnam
- Área de producción de Europa: España; Francia; Italia; Portugal; Rumanía y Turquía
- Área de producción de la Comunidad de Estados Independientes: Rusia

El área de Asia septentrional es responsable del 50% del volumen de productos adquiridos por Decathlon.
El colectivo Ética en Etiqueta publicó en 2004 una evaluación de las condiciones de trabajo y prácticas antisindicales de los proveedores de las principales empresas de distribución de artículos deportivos, entre las que se encuentra Decathlon.

## Marcas propias
Decathlon desarrolla y comercializa sus marcas propias y cada una se centra en un determinado grupo de actividades deportivas:
- Allsix - Voleibol
- Aptonia - Nutrición y cuidado personal
- Artengo - Tenis
- Atorka - Balonmano
- B'Twin - Ciclismo Junior
- Caperlan - Pesca
- Canaveral - Dardos
- Copaya - Vóley playa
- Corenght - Musculación
- Domyos - Danza y gimnasia escolar (tanto femenino cómo masculino)
- Dreamscape - Snowboard
- Evadict - Trail
- Fenc'It - Esgrima
- FLX - Cricket
- Forclaz - Trekking
- Fouganza - Hípica
- Geologic - Tiro con arco, billar y bolos
- Geonaute - Orientación
- Hoptown - Bicicletas plegables
- Imviso - Fútbol sala
- Inesis - Golf
- Inovik - Esquí de fondo
- Itiwit - Kayak y SUP
- Kalenji - Jogging
- Kimjaly - Yoga
- Kiprun - Running
- Kipsta - Fútbol
- Koodza - Petanca
- Korok - Hockey hierba
- Kuikma -  Pádel
- Kupima - Atletismo
- Maskoon - Barranquismo
- Nabaiji - Natación
- Newfeel - Marcha deportiva, atlética y nórdica
- Nyamba - GYM / Pilates
- Offload - Rugby
- Olaian - Surf
- Opfeel - Squash y Squash 57 (Racketball)
- Orao - Deportes de viento
- Oroks - Hockey sobre hielo
- Outshock - Deportes de combate
- Oxelo - Roller, skate y deportes de hielo
- Perfly - Bádminton
- Pongori - Ping Pong
- Quechua - Senderismo - Montaña
- Radbug - Bodyboard
- Riverside - Ciclismo Trekking
- Rockrider - Mountain Bike
- Sandever - Tenis de playa
- Simond - Alpinismo
- Solognac - Caza
- Subea - Snorkel, buceo y pesca submarina
- Tarmak - Baloncesto
- Triban - Cicloturismo Ruta
- Tribord - Deportes de vela
- Urball - Frontenis
- Van Rysel - Ciclismo Deportivo Ruta
- Watko - Waterpolo
- Waikru - Muay Thai
- Wed'ze - Esquí

Decathlon ha desarrollado también componentes de marca propia que proporcionan un soporte técnico para sus productos:
- Equarea - Textil técnico transpirable
- Essensole - Plantillas de calzado
- Novadry - Tejidos impermeables y transpirables
- Stratermic - Ropa térmica
- Strenfit - Mochilas

## Expansión internacional

Países con tiendas Decathlon

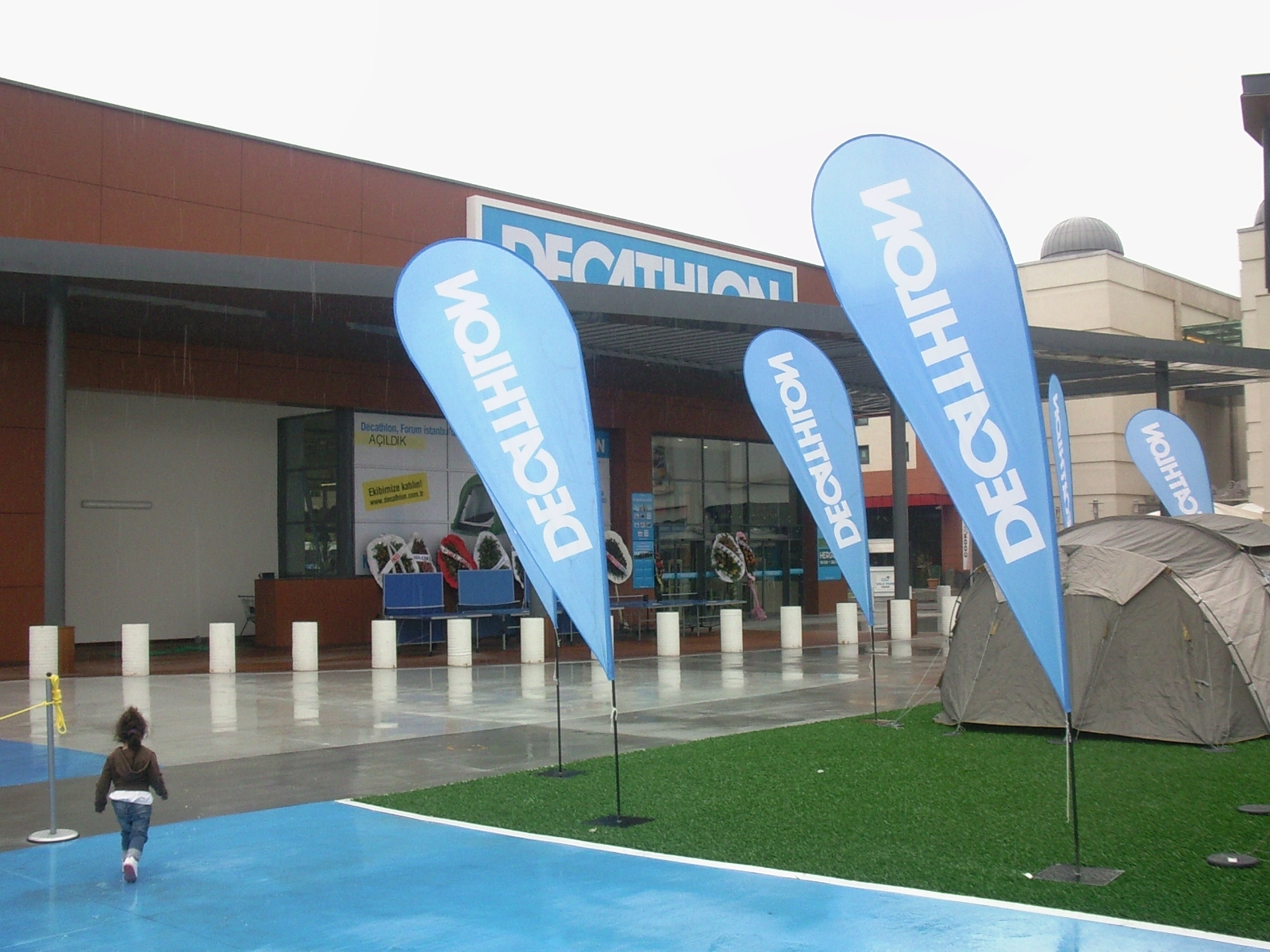
Estambul

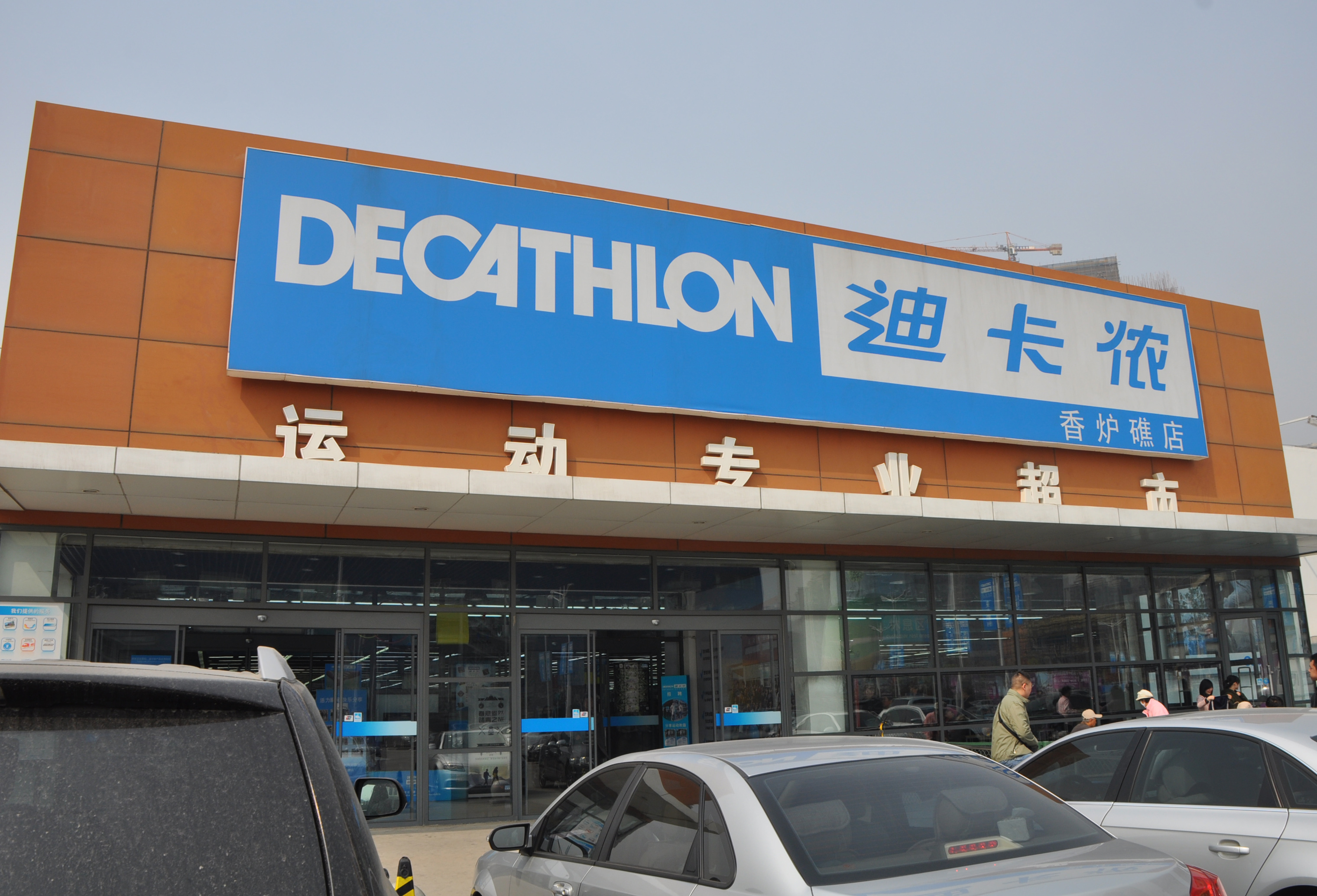
Dalian, China

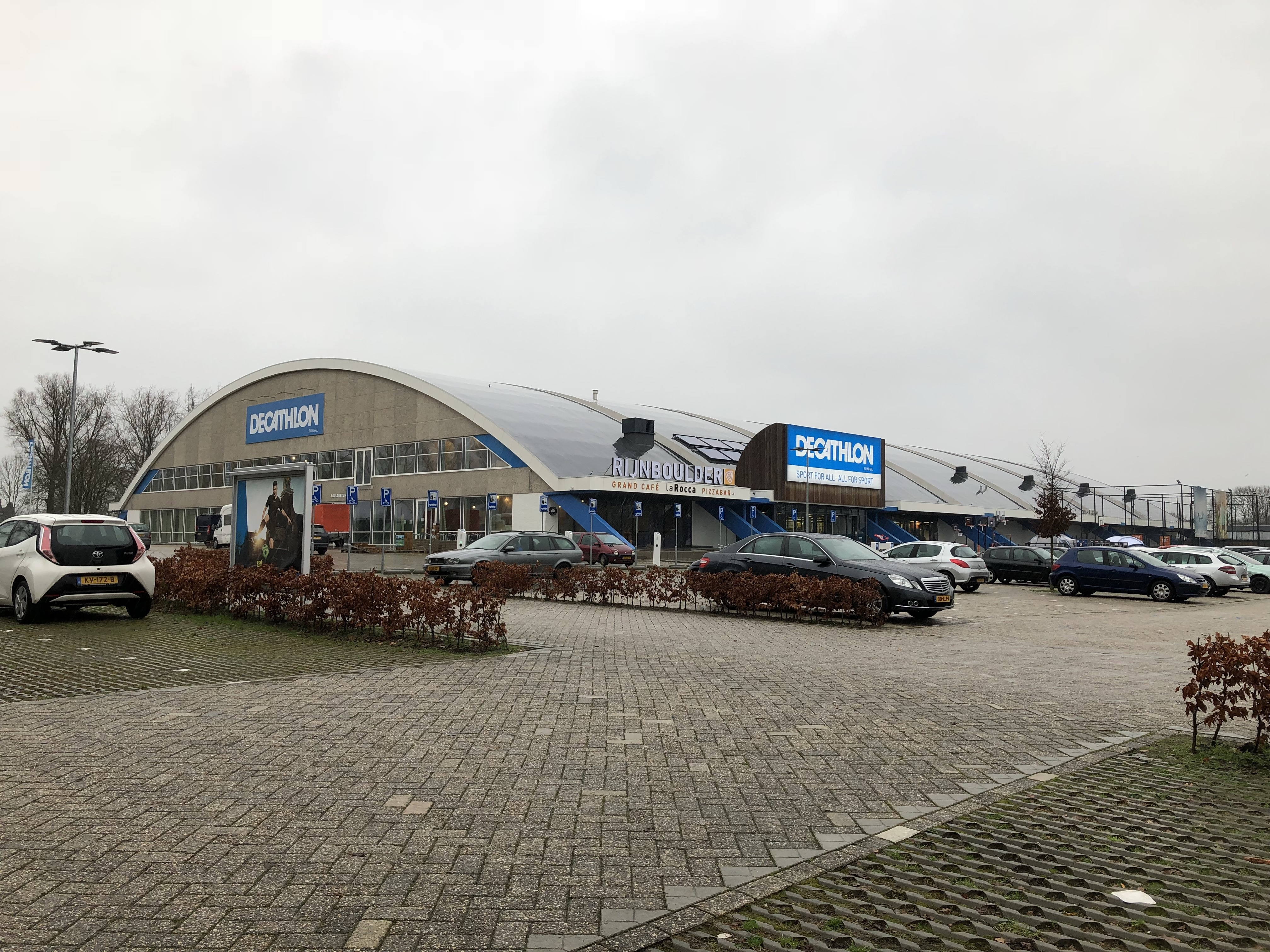
Arnhem

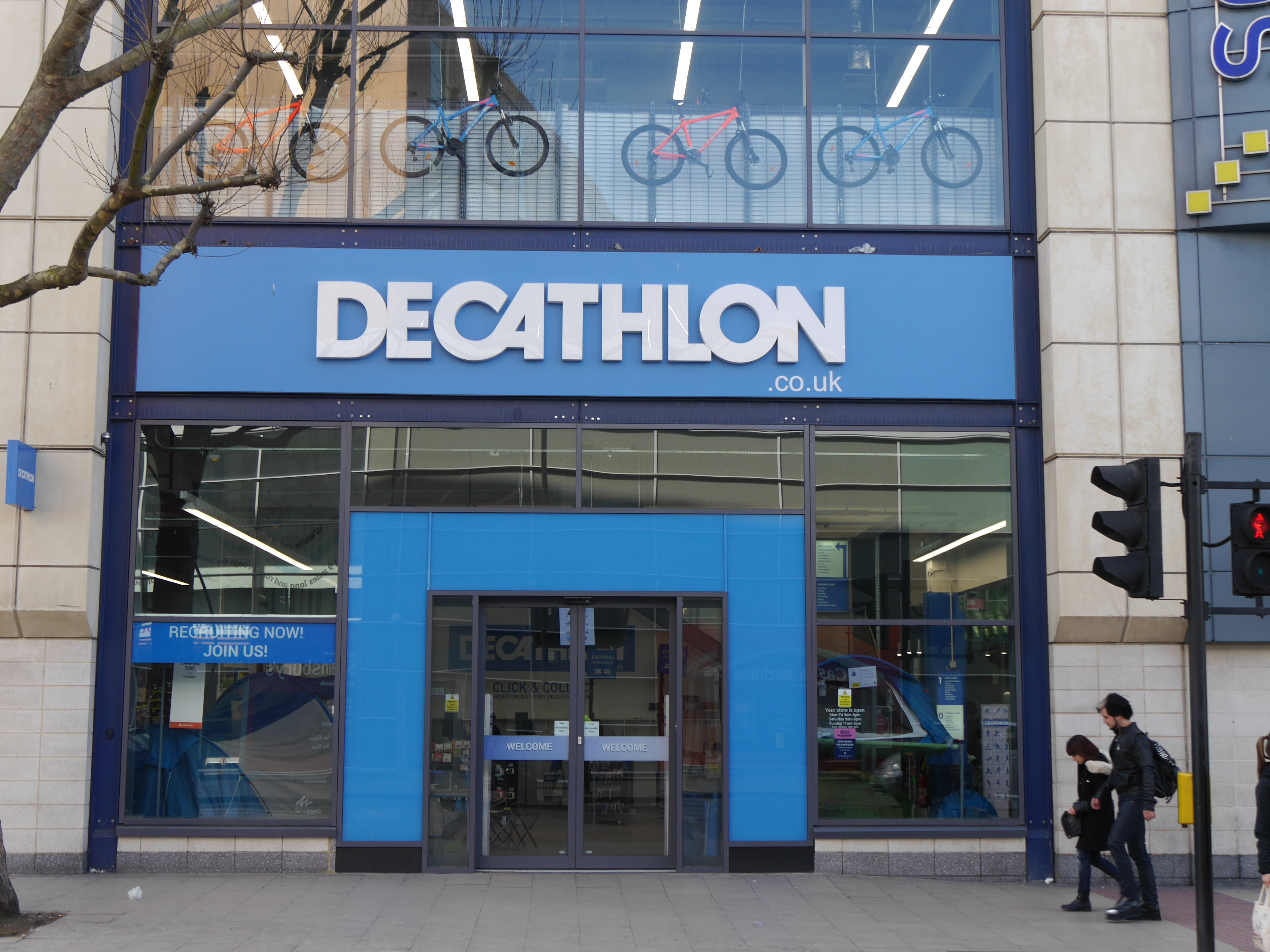
Southside Wandsworth, Londres

La empresa tiene 1367 tiendas por todo el mundo, concretamente en los siguientes países:
Locales abierto al público
- Alemania: 87 tiendas
- Australia: 10 tiendas
- Bélgica: 26 tiendas
- Brasil: 21 tiendas
- Catar: 1 tienda
- Chile: 10 tiendas
- China: 222 tiendas
- Colombia: 17 tiendas
- Corea del Sur: 1 tienda
- Costa Rica: 2 tiendas
- Croacia: 5 tiendas
- Eslovaquia: 4 tiendas
- Eslovenia: 6 tiendas
- EAU: 2 tiendas
- España: 178 tiendas
- Estados Unidos: 4 tiendas
- Filipinas: 1 tienda
- Francia: 355 tiendas
- Ghana: 2 tiendas
- Hong Kong: 2 tiendas
- Hungría: 24 tiendas
- India: 60 tiendas
- Indonesia: 1 tienda
- Irlanda: 1 tienda
- Israel: 1 tienda
- Italia: 144 tiendas
- Kenia: 2 tiendas
- Kuwait: 1 tienda
- Líbano: 1 tienda
- Malasia: 2 tiendas
- Marruecos: 7 tiendas
- México: 15 tiendas
- Países Bajos: 12 tiendas
- Panamá: 2 tiendas
- Paraguay: 1 Tiendas
- Polonia: 45 tiendas
- Portugal: 28 tiendas
- Reino Unido:  25 tiendas
- República Checa: 11 tiendas
- República de China: 9 tiendas
- Rumania: 20 tiendas
- Rusia: 41 tiendas
- Singapur: 3 tiendas
- Sudáfrica: 1 tienda
- Suiza: 21 tiendas
- Suecia: 3 tiendas
- Tailandia: 9 tiendas
- Túnez: 1 tienda
- Turquía: 19 tiendas
- Uruguay: 2 Tiendas